# José Mayer
José Mayer (Jaguaraçu, 1949. október 3. –) brazil színész és televíziós színész. 1971 óta aktív a szakmában, szerepel filmekben, televíziós műsorokban és színdarabokban is. A legjobb színésznek járó Troféu Imprensa 1990-es győztese Lima Duartéval megosztva.